# Stephen Harper

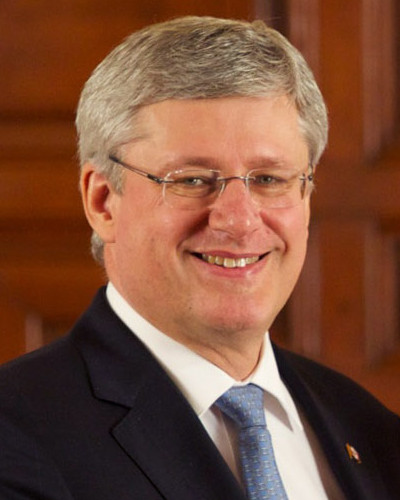
Stephen Harper (2014)

Stephen Harpers Unterschrift

Stephen Joseph Harper, CC, PC (* 30. April 1959 in Toronto) ist ein kanadischer Politiker. Von 2006 bis 2015 war er der 22. Premierminister Kanadas. Harper war eines der Gründungsmitglieder der Reformpartei. Ab 1993 war er Abgeordneter des Wahlkreises Calgary West im Unterhaus. Nach internen Auseinandersetzungen trat Harper 1997 aus der Reformpartei aus und gab sein Parlamentsmandat auf. 2002 wurde er zum Vorsitzenden der Kanadischen Allianz gewählt und zog als Oppositionsführer wieder ins Unterhaus ein, in dem er seither den Wahlkreis Calgary Southwest vertritt. 2003 vereinbarte er mit dem Vorsitzenden der Progressiv-konservativen Partei die Fusion beider Parteien und wurde im März 2004 zum Vorsitzenden der neu gegründeten Konservativen Partei gewählt.
Bei der Unterhauswahl 2006 stiegen die Konservativen zur stärksten Kraft auf und bildeten am 6. Februar 2006 unter Harpers Führung eine Minderheitsregierung. Zwei Jahre später vergrößerten sie ihren Wähleranteil, verpassten aber die absolute Mehrheit der Sitze erneut. Dies gelang schließlich bei der Unterhauswahl 2011. Nach der Wahlniederlage bei der Unterhauswahl 2015 gab Harper den Parteivorsitz auf, das Amt des Premierministers trat er am 4. November an Justin Trudeau von der Liberalen Partei ab. 2016 verzichtete er auf sein Parlamentsmandat und zog sich aus der kanadischen Politik zurück. Seit 2018 ist er Vorsitzender der International Democrat Union, einem Dachverband konservativer Parteien.

## Hintergrund und frühe politische Karriere
Harper ist der älteste von drei Söhnen von Margaret (geborene Johnston) und Joseph Harper, einem Buchhalter bei Imperial Oil. Er wuchs in Leaside auf, einem Vorort von Toronto. Seine Vorfahren stammten aus der englischen Grafschaft Yorkshire und waren 1784 nach Nova Scotia ausgewandert.
Harper ging in Etobicoke in der Provinz Ontario zur Schule. 1978 schrieb er sich an der University of Toronto ein, unterbrach aber nach nur zwei Monaten sein Studium und zog nach Calgary in der Provinz Alberta, um bei Imperial Oil zu arbeiten. Er war zunächst in der internen Postverteilung beschäftigt, später arbeitete er am Computersystem des Unternehmens. 1981 nahm er sein Wirtschaftsstudium an der University of Calgary wieder auf. Er schloss 1985 als Bachelor ab und erwarb 1991 den Master of Arts. Später war er oft Gastdozent an seiner früheren Universität. 1993 heiratete er Laureen Teskey, das Paar hat zwei Kinder.
Bereits zu Universitätszeiten engagierte sich Harper politisch, und zwar im Young Liberals Club, der Jugendabteilung der Liberalen Partei. Da er mit der Energiepolitik von Premierminister Pierre Trudeau nicht einverstanden war, wechselte er später zur Progressiv-konservativen Partei. 1985 war er Assistent des Unterhausabgeordneten Jim Hawkes. Enttäuscht über die seiner Ansicht nach unverantwortliche Finanzpolitik des damaligen Premierministers Brian Mulroney, trat er 1986 aus der Partei aus. Auf Einladung von Preston Manning beteiligte er sich am Gründungskongress der Reformpartei. Dabei handelte es sich um einen Zusammenschluss verschiedener Interessengruppen aus Westkanada, die unzufrieden mit der mangelnden Berücksichtigung westkanadischer Interessen waren. Beim Verfassen des Wahlprogramms für die Unterhauswahl 1988 spielte Harper eine führende Rolle.
1988 trat Harper im Wahlkreis Calgary West gegen seinen früheren Arbeitgeber Hawkes an, unterlag aber deutlich mit nur 16,6 % der Stimmen. Die Reformpartei gewann keinen einzigen Sitz. Nachdem Deborah Grey im März 1989 eine Nachwahl gewonnen hatte und der Reformpartei damit den ersten Wahlerfolg beschert hatte, war Harper bis 1993 ihr Chefassistent, Berater und Redenschreiber. Er war darüber hinaus bis Oktober 1992 Hauptverantwortlicher für das Parteiprogramm der Reformpartei, zerstritt sich dann aber mit dem Parteivorsitzenden Preston Manning wegen unterschiedlicher Ansichten zum Charlottetown Accord (Harper lehnte diesen grundsätzlich ab, während Manning anfänglich kompromissbereit war).

## Unterhausabgeordneter und Lobbyist
Bei der Unterhauswahl 1993 trat Harper in Calgary West erneut gegen Hawkes an und gewann mit großem Vorsprung (52,2 % der Stimmen). Die Reformpartei profitierte vom totalen Einbruch der bisher regierenden Progressiv-konservativen Partei und etablierte sich als drittstärkste Kraft. Während seiner ersten Amtszeit als Unterhausabgeordneter beschäftigte sich Harper hauptsächlich mit Finanzfragen und Verfassungsreformen. Zwar gehörte er nicht dem radikalen Flügel der Reformpartei an, vertrat jedoch in einzelnen Bereichen sozialkonservative Ansichten.
Harper versuchte, den wachsenden Einfluss des populistischen Flügels auf den Kurs der Reformpartei zu verringern und kritisierte öffentlich Mitglieder der eigenen Partei. Da der Vorsitzende Preston Manning nicht gewillt war, in dieser Angelegenheit einzugreifen, verließ Harper die Partei. Er gab am 14. Januar 1997 sein Parlamentsmandat auf und wurde noch am selben Tag zum Vizepräsidenten der National Citizens Coalition gewählt. Wenige Monate später war er Präsident dieser konservativen Lobbygruppe. Unter anderem trat er für die Privatisierung der kanadischen Gesundheitsfürsorge und für einen konservativen Kurswandel in der Gesellschaftspolitik ein.

## Vorsitzender der Kanadischen Allianz
Als sich Jean Charest 1998 aus der Bundespolitik zurückzog, erwog Harper, für den Vorsitz der Progressiv-konservativen Partei zu kandidieren. Zu jenen, die eine mögliche Kandidatur Harpers unterstützten, gehörten Regierungsberater von Ontarios Premierminister Mike Harris. Er entschied sich aber letztlich dagegen, weil er dadurch „zu viele Brücken zu jenen Personen in der Reformpartei abreißen“ würde, mit denen er jahrelang gearbeitet hatte. Außerdem würde dadurch das Projekt gefährdet, die Parteien des rechten Spektrums zu einer Allianz zusammenzuführen. 2000 entstand als Nachfolgerin der Reformpartei die Kanadische Allianz, die weniger populistisch ausgerichtet war. Doch der neuen, von Stockwell Day angeführten Partei gelang es bei der Unterhauswahl 2000 nicht, ihren Einfluss über Westkanada hinaus auszudehnen, sodass die Liberale Partei weiterhin an der Macht blieb.
Nach dem Tod von Pierre Trudeau schrieb Harper im Oktober 2000 einen Leitartikel in der National Post. Er kritisierte Trudeaus Politik, da sie sich auf Westkanada weiterhin negativ auswirke. Harper zufolge habe sich Trudeau „die modischen Themen seiner Zeit zu eigen gemacht, mit einem schwankenden Maß an Enthusiasmus und unterschiedlichen Ergebnissen“. Er habe aber „darauf verzichtet, sich um jene Dinge zu kümmern, die wirklich dieses Land definieren“. Daraufhin beschuldigte Harper Trudeau, „unverfrorenen Sozialismus“ unterstützt zu haben, und behauptete, kanadische Regierungen zwischen 1972 und 2002 hätten das Wirtschaftswachstum mittels „Staatskorporatismus“ beschränkt.
Harper war sich bewusst, dass nur die Vereinigung aller konservativen Kräfte einen Machtwechsel ermöglichen würde. Um dieses Ziel zu erreichen, trat er der Kanadischen Allianz bei und erklärte am 3. Dezember 2001, dass er für den Parteivorsitz kandidieren werde. Der Ton zwischen ihm und seinem Hauptkonkurrenten Day wurde schärfer, als Harper die Leitung der Partei als „amateurhaft“ bezeichnete und Day bezichtigte, eine zu schmale Parteibasis um die religiöse Rechte aufzubauen. Day wiederum warf Harper vor, er greife ethnische und religiöse Minderheiten an. Am 20. März 2002 setzte sich Harper bei der parteiinternen Wahl gegen Day durch, indem er sich bereits im ersten Wahlgang eine Mehrheit von 55 % sicherte.
Nach der Wahl zum Parteivorsitzenden kündigte Harper an, dass er am 13. Mai 2002 zur Nachwahl im Wahlkreis Calgary Southwest antreten werde (dieser Sitz war nach dem Rücktritt von Preston Manning frei geworden). Die Liberalen stellten keinen Gegenkandidaten auf und folgten damit einer parlamentarischen Tradition, den Vorsitzenden einer oppositionellen Partei nicht zu konkurrieren; Jim Prentice von den Progressiv-Konservativen zog seine Kandidatur zurück. Harper erzielte 71,7 % der Stimmen und setzte sich damit deutlich gegen den Kandidaten der NDP durch.

## Oppositionsführer und Vorsitzender der Konservativen Partei
Harper zog zum zweiten Mal ins Unterhaus ein und wurde Oppositionsführer. Er überwand seine Differenzen mit Stockwell Day und schrieb im März 2003 mit ihm zusammen einen Leserbrief an das Wall Street Journal. Darin verurteilten sie den Widerwillen der kanadischen Regierung, sich an der Invasion des Iraks zu beteiligen. Inzwischen hatten geheime Verhandlungen mit der Führung der Progressiv-Konservativen über einen Zusammenschluss begonnen. Stephen Harper und Peter MacKay, die beiden Parteivorsitzenden, gaben am 16. Oktober 2003 die bevorstehende Fusion bekannt. Am 5. Dezember stimmten die Mitglieder der Kanadischen Allianz mit 96 % für den Zusammenschluss, am 6. Dezember jene der Progressiv-Konservativen mit 90 %. Zwei Tage später wurde die neu gebildete Konservativen Partei offiziell registriert. Erstmals seit 16 Jahren war es damit gelungen, die konservativen Kräfte im kanadischen Parteienspektrum unter einem Dach zu bündeln.
Am 20. März 2004 kandidierte Harper für das Amt des Vorsitzenden der Konservativen Partei und gewann gleich im ersten Wahlgang mit 56,2 % der Stimmen; dabei setzte er sich gegen Belinda Stronach und Tony Clement durch. Bei der nachfolgenden Unterhauswahl am 28. Juni 2004 wurden die Konservativen zweitstärkste Partei, auch wenn der Wähleranteil kleiner ausfiel als jener der Vorgängerparteien zusammen. Gleichwohl waren die regierenden Liberalen von Premierminister Paul Martin zur Bildung einer Minderheitsregierung gezwungen, wobei Harper weiterhin Oppositionsführer blieb. Die Liberale Partei war durch den so genannten Sponsoring-Skandal geschwächt und ihr Ansehen sank laufend, als die parlamentarische Untersuchungskommission neue Enthüllungen publik machte.
Am 24. November 2005 brachte Harper ein Misstrauensvotum ein und sagte vor den Abgeordneten, dass „diese Regierung das Vertrauen des Unterhauses verloren hat und beseitigt“ werden müsse. Die Liberale Partei konnte nicht mehr auf die Unterstützung der sozialdemokratischen NDP zählen, da sie deren Plan zur Verhinderung der Teilprivatisierung des Gesundheitswesens abgelehnt hatte. Das Misstrauensvotum war mit 171 zu 133 Stimmen erfolgreich (das erste Mal überhaupt in der Geschichte Kanadas). Als Folge davon löste Generalgouverneurin Michaëlle Jean das Parlament auf und setzte für den 23. Januar 2006 eine vorgezogene Neuwahl an.

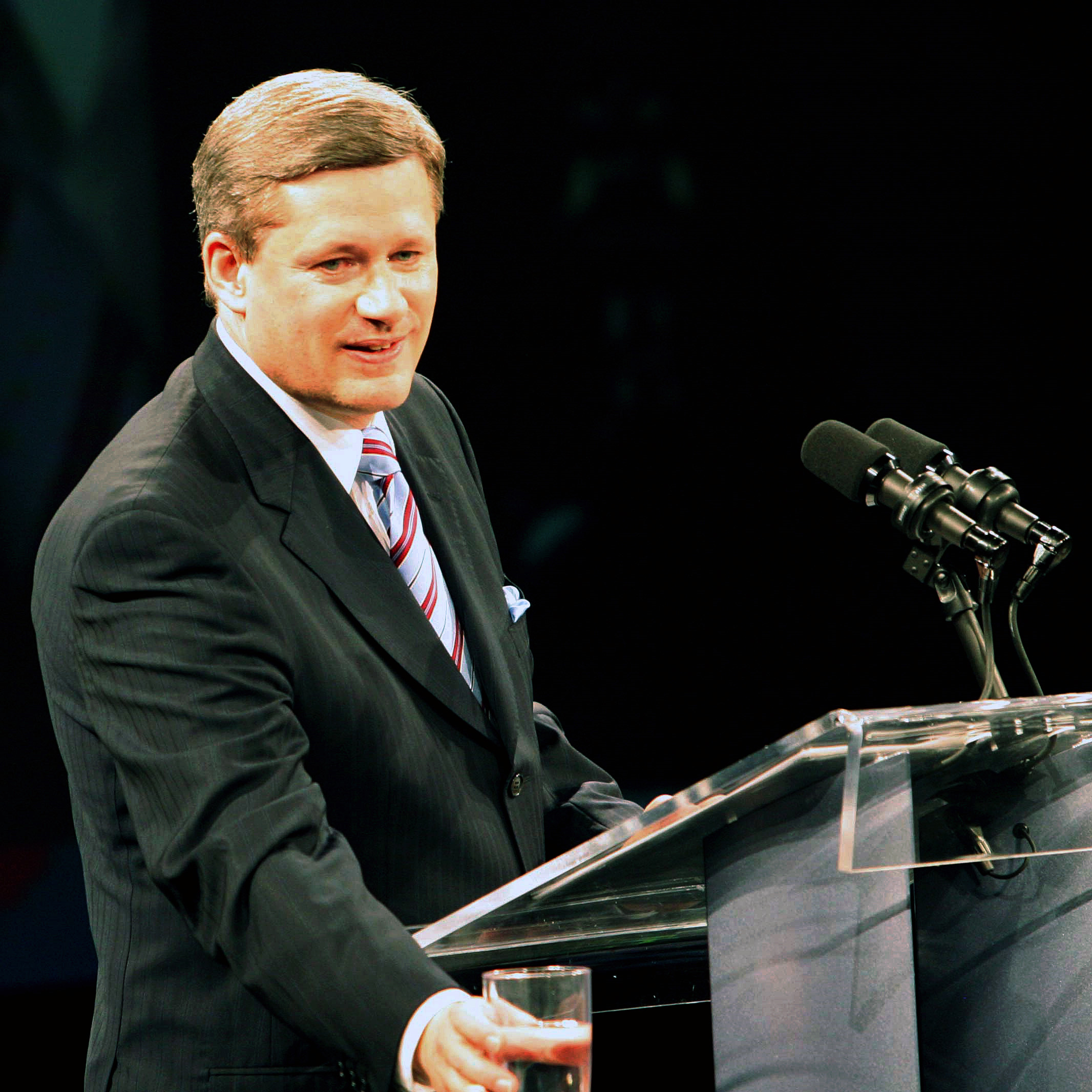
Harper nach dem Wahlsieg 2006

Harper galt bisher als harter Ideologe, der auch manchen Sympathisanten der Konservativen zu weit rechts stand. In den Wochen vor der Unterhauswahl 2006 bemühte er sich verstärkt, ein anderes Bild von sich in der Öffentlichkeit zu zeichnen. Der begeisterte Eishockeyfan, der sogar ein Buch über die Geschichte des Sports veröffentlicht hatte, versuchte sich ähnlich wie US-Präsident George W. Bush als „mitfühlender Konservativer“ (compassionate conservative) zu zeigen. Er setzte sich für die Stärkung des Gesundheitswesens ein und forderte die steuerliche Entlastung breiter Bevölkerungsschichten. Viele seiner Wahlversprechen – Betonung der Familienwerte und mehr Verbrechensbekämpfung durch strengere Polizeigesetze – sowie sein Wahlkampfstil erinnerten an Auftritte der Republikaner in den USA. Seine politischen Gegner warfen ihm eine unkritische Anbiederung an die US-Regierung vor.

## Premierminister

### Erste Minderheitsregierung (2006–2008)
Bei der Unterhauswahl am 23. Januar 2006 gingen die Konservativen wieder als stärkste Kraft hervor, verpassten die absolute Mehrheit der Sitze jedoch deutlich. Harper erhielt den Auftrag zur Bildung einer Minderheitsregierung und wurde am 6. Februar 2006 als neuer Premierminister vereidigt. Er musste gegen eine Mehrheit aus Liberalen, Neuen Demokraten und dem separatistischen Bloc Québécois regieren. Außenpolitisch rückte Harper Kanada wieder näher zu den USA. Sein Vorgänger Paul Martin hatte in einigen wichtigen Fragen (Ablehnung des Irakkriegs, Zustimmung zum Kyoto-Protokoll, Legalisierung leichter Drogen) die Abgrenzung zu Washington gesucht und damit das traditionell enge Verhältnis zu Washington belastet. Harper erhöhte das Militärbudget und baute die Beteiligung der Armee bei den Friedensmissionen in Haiti und Afghanistan aus. In Bezug auf den Irak verkündete er, dass er keine Notwendigkeit sehe, kanadische Truppen in das Land zu entsenden.
Weltweites Aufsehen erregte am 11. Juni 2008 seine Entschuldigung bei den First Nations Kanadas für eine seit 1870 systematisch betriebene Politik der Zwangsassimilierung in Residential Schools. Die Anpassung der Kinder an die Zivilisation im modernen, weißen Kanada war Hand in Hand mit der Unterdrückung ihrer kulturellen, sprachlichen und ethnischen Identität gegangen. Die Rede Harpers im kanadischen Parlament, der unter anderem der Stammesführer Phil Fontaine beiwohnte, bezeichneten Kommentatoren als „historische Geste“.
Zu den gesetzgeberischen Tätigkeiten der ersten Legislatur gehörte unter anderem die Steuersatzsenkung bei der Goods and Services Tax, die von der Regierung Mulroney eingeführt worden war: zunächst von 7 auf 6 %, später auf 5 %. Der im Dezember 2006 in Kraft getretene Federal Accountability Act eliminierte Spenden von Unternehmen und Gewerkschaften an politische Parteien, verschärfte die Lobbying-Regeln und schuf eine unabhängige Kontrolle von Ausgaben und Buchhaltung der Regierung.

### Zweite Minderheitsregierung (2008–2011)

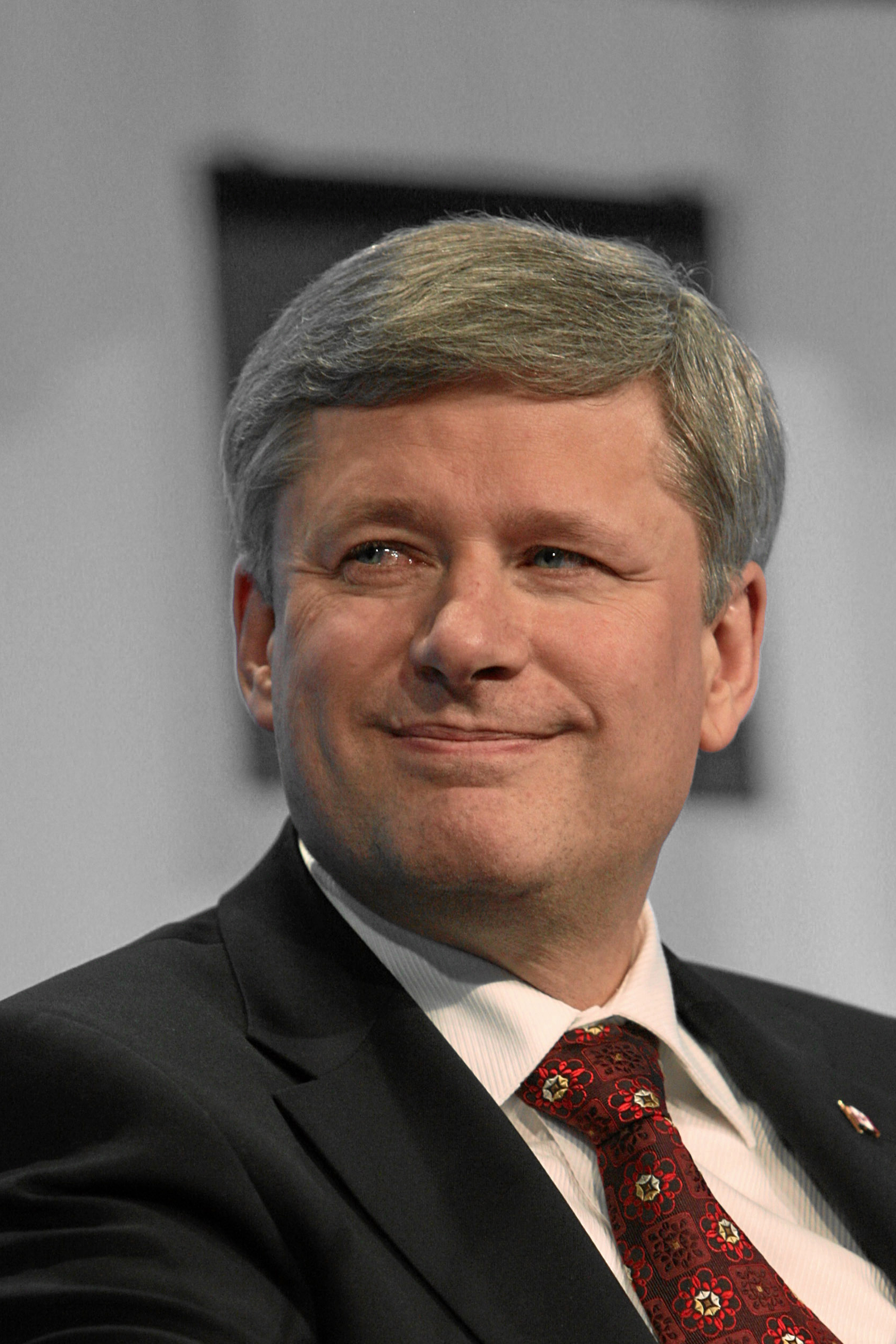
Harper während des Weltwirtschaftsforums 2010

Da im August 2008 die Oppositionsparteien mit dem Stellen der Vertrauensfrage gedroht hatten und ihre Unterstützung bei Gesetzgebungsverfahren verweigerten, kündigte Harper am 7. September eine vorgezogene Neuwahl für den 14. Oktober 2008 an. Diese gewann er zwar, seine Partei verfehlte aber erneut die absolute Mehrheit. Harper setzte seine Minderheitsregierung fort, sah sich aber schon nach wenigen Wochen angesichts der Finanzkrise massiver Kritik an seinem wirtschaftspolitischen Kurs ausgesetzt. Die Oppositionsparteien stellten für den 8. Dezember 2008 ein Misstrauensvotum gegen Harper in Aussicht. Bei erfolgreichem Ausgang hätten die Liberalen und die Neuen Demokraten mit Duldung des Bloc Québécois eine Koalitionsregierung gebildet. Harper beantragte daraufhin bei Generalgouverneurin Michaëlle Jean die Aussetzung des Parlamentsbetriebs bis zum 26. Januar 2009, um in der Zwischenzeit ein Konjunkturprogramm auszuarbeiten. Vier Tage vor dem geplanten Misstrauensvotum genehmigte sie Harpers Antrag. Oppositionsvertreter sahen in diesem Schritt nur eine Verzögerung des Scheiterns der konservativen Minderheitsregierung.
Am 30. Dezember 2009 beantragte Harper bei der Generalgouverneurin erneut die Aussetzung des Parlamentsbetriebs für drei Monate und begründete dies wiederum mit der Ausarbeitung eines Wirtschaftsprogramms. Die Opposition bezeichnete diese Maßnahme als Geringschätzung der demokratischen Institutionen und warf der Regierung vor, sie wolle lediglich unbequemen Fragen zum Einsatz kanadischer Truppen in Afghanistan ausweichen. Am 23. Januar 2010 fanden in 20 kanadischen Städten Demonstrationen gegen die „Schließung der Demokratie“ statt. Im November 2010 äußerte sich Harper an der „Internationalen Parlamentarierkonferenz gegen Antisemitismus“ in Ottawa pointiert gegen Antisemitismus. Dabei machte er deutlich, dass Kanada unmissverständlich die Position Israels verteidigen werde.
Nachdem eine parlamentarische Untersuchungskommission zu dem Schluss gelangt war, dass Harpers Regierung dem Parlament in verschiedenen Fällen wichtige Informationen vorenthalten oder verschwiegen hatte, verweigerten die Oppositionsparteien wegen „Geringschätzung des Parlaments“ ihre Zustimmung zum Budget. Mit einem Misstrauensvotum, das mit 156 zu 145 Stimmen erfolgreich war, erzwangen sie am 25. März 2011 eine vorgezogene Neuwahl. Bei der Unterhauswahl am 2. Mai 2011 gelang Harpers Konservativer Partei der Gewinn der absoluten Mehrheit der Sitze. Während die NDP erstmals stärkste Oppositionskraft wurde, rutschten die Liberalen auf den dritten Platz ab.

### Mehrheitsregierung (2011–2015)
In den Monaten nach der Wahl entbrannte der „Robocall-Skandal“, bei dem die Konservative Partei der Wahlmanipulation beschuldigt wurde. Insbesondere in der Region Guelph (Ontario) hatten zahlreiche Wähler automatisierte Anrufe erhalten, bei denen sie aufgefordert worden waren, sich zu einem nicht existierenden Wahllokal zu begeben. Der Vorwurf lautete, dadurch sei die Wahlbeteiligung gesenkt worden, wovon konservative Kandidaten profitiert hätten. Nach über zwei Jahre dauernden Ermittlungen der Wahlbehörde Elections Canada und der Royal Canadian Mounted Police wurde Michael Sona, ein Angestellter der Konservativen Partei, angeklagt und im November 2014 zu neun Monaten Haft verurteilt.
Zu Beginn seiner Amtszeit war Harpers Regierung gegenüber Umweltschutzthemen noch relativ aufgeschlossen gewesen. So war 2006 die Clean Air Regulatory Agenda eingeführt worden, die zum Ziel hatte, die Luftverschmutzung zu begrenzen. Konkrete gesetzgeberische Maßnahmen blieben jedoch in den folgenden Jahren fast vollständig aus. Im Gegenteil wurden zugunsten der Industrie sogar verschiedene Bestimmungen gelockert. Anstrengungen zur Einführung einer CO2-Steuer gab es nur auf Provinzebene in British Columbia, Québec und Ontario, während diese auf Bundesebene unterblieben. Im Dezember 2011 gab die Regierung bekannt, dass sich Kanada formell vom Kyoto-Protokoll zurückziehen werde. Der damalige Umweltminister Peter Kent begründete dies damit, dass das Protokoll nicht als globale Lösung im Kampf gegen den Klimawandel geeignet sei. Der Rückzug wurde ein Jahr später vollzogen. Die Konservative Partei wurde verschiedentlich kritisiert, sie schränke die Möglichkeiten für Wissenschaftler im Dienste der Bundesregierung ein, sich in der Öffentlichkeit, in den Medien oder sogar gegenüber anderen Wissenschaftlern zu äußern. Sie musste sich den Vorwurf gefallen lassen, dass sie versuche, die Debatte um Umweltthemen zu drosseln, indem sie Wissenschaftler „zum Schweigen bringe“ oder „mundtot“ mache. In diesem Zusammenhang habe Harper systematisch umweltrelevante Datenbanken von seinen Ministerien komplett verschwinden lassen.
Da die Legislaturperiode ihre volle Länge von vier Jahren erreicht hatte, fand die Neuwahl ordnungsgemäß am 19. Oktober 2015 statt. Am 2. August löste Generalgouverneur David Johnston auf Anweisung Harpers das Parlament auf. Bei der Unterhauswahl erlitten die Konservativen eine empfindliche Niederlage und fielen von 166 auf 99 Sitze zurück. Dies war insbesondere auf den Zusammenbruch der konservativen Unterstützung im Süden Ontarios (allen voran im Ballungsraum Toronto) und in den atlantischen Provinzen zurückzuführen. Harper selbst wurde im Wahlkreis Calgary Heritage (im Grunde sein früherer Wahlkreis mit leicht veränderten Grenzen) wiedergewählt. Wenige Stunden nachdem der Sieg der Liberalen Partei festgestanden hatte, trat Harper als Vorsitzender der Konservativen Partei zurück; er führte aber zunächst sein Parlamentsmandat als Hinterbänkler weiter aus. Sein Amt als Premierminister übergab er am 4. November an Justin Trudeau. Am 22. August 2016 erhielt er den ukrainischen Orden der Freiheit. Vier Tage später legte Harper auch sein Mandat im kanadischen Unterhaus nieder und zog sich damit aus der Politik zurück. Im Dezember 2019 wurde er als Companion in den Order of Canada aufgenommen und erhielt damit die wichtigste zivile Auszeichnung des Landes auf höchster Stufe.